# Viara de Galapatha
A Viara de Galapatha ou Galapatha Rajamaha Viharaya é um complexo monástico budista situado em Bentota, no sudoeste do Seri Lanca. A viara supostamente remonta ao século II a.C. e nela está enterrada uma relíquia muito reverenciada pelos budistas cingaleses, um dente de do arahant Mahākāśyapa, um dos principais discípulos de Buda Śākyamuni. Anualmente é realizada uma procissão colorida em honra de Mahākāśyapa que atrai grandes multidões.

## História e descrição
Segundo a tradição, a viara de Galapatha foi fundada por Saddatissa, irmão do rei de Anuradapura Dutugamunu (r. 161–137 a.C.). A relíquia sagrada do dente de Mahākāśyapa é mencionada em crónicas como sendo comparável em importância à do dente sagrado de Buda. Da construção original do complexo de Galapatha ainda se conservam alguns pilares, canais e relevos em pedra e lagos. Há também relevos do período candiano com motivos Nari Latha de grande valor estético.
Segundo o Mahāvaṃsa, o rei Sri Nissankamalla ofereceu à viara uma nindagama (herdade agrícola) com coqueiros.  Vários reis de Polonaruva renovaram o templo e Parakkamabahu II (r. 1234–1269), rei de Dambadenia, mandou construir uma muralha para defender Bentota, ofereceu mais terrenos de coqueiros e mandou colocar a relíquia numa chaitya (tipo de estupa), que se ergue sobre uma elevação rochosa.
Após a chegada de invasores estrangeiros (portugueses e holandeses) a partir do século XVI a viara foi negligenciada até ao advento da chamada renascença budista do Ceilão protagonizada pelo monge Weliwita Saranankara (1698–1778) e o seu discípulo Dedduwa Nanda Bidhana Thera patrocinaram obras de restauro em seis aldeias de Bentota. Mais tarde foi criada uma pirivena (escola de monges) e em 1960 o complexo foi restaurado.
Em frente ao templo há duas pilimages (casas de imagens): na entrada da primeira há uma sandakada pahana ("pedra de lua"). Nos murais que revestem as paredes há representações de cenas de contos do Jataka, enquanto o teto está pintado com Bhairavas e flores de lótus. No interior do santuário há uma estátua de Buda reclinado. Na outra pilimage há igualmente murais e estátuas de Buda deitado e sentado. As casas de imagens são reconstruções, pois as originais foram destruídas pelos portugueses no século XVI.
O complexo inclui uma residência para os monges (Avasa), um edifício espaçoso com reminiscências coloniais, com janelas em arco e colunatas.
Junto ao rio Bentota há uma rocha de forma oval chamada 'Nissankamalla Raja Bisawa Isnanaya Kala Istanaya (lugar onde a consorte do rei Nissankamalla se sentou para tomar banho), onde há uma inscrição onde se lê que o rei Nissankamalla do século II d.C. ali esteve durante as suas viagens em redor de Bentota, num local chamado Maha Pelane.